# 八斎戒
八斎戒（はっさいかい）とは、仏教における戒律のひとつで、在家の信徒がある特定の日に、出家生活にならって一日だけ守るべき8つの生活規則のことである。

## 構成
仏教の在家信者の守るべき基本的な五戒に後述の3つの戒を加えたもので、五戒のうち「不邪淫戒」の代わりに「不淫戒」を差し替えて、斎日に行動を慎むもの。
『八斎戒』
1. 殺さない[2]。（不殺生戒）
2. 盗みをしない[2]。（不偸盗戒）
3. 性交を行わない[2]。（不淫戒）
4. 嘘をつかない[2]。（不妄語戒）
5. 酒を飲まない[2]。（不飲酒戒）
6. 正午以降は食事をしない[2]。（不得過日中食戒）
7. 歌舞音曲を見たり聞いたりせず、装飾品、化粧・香水など身を飾るものを使用しない[2]。（不得歌舞作楽塗身香油戒）
8. 地面に敷いた臥具だけを用い、贅沢な寝具や座具でくつろがない[2]。（不得坐高広大床戒）

以上の8つの戒を守る。